# Con dao Gebel el-Arak
Dao Gebel el-Arak là một con dao được làm từ ngà (cán) và đá lửa (lưỡi) có niên đại từ thời kỳ Naqada II (một giai đoạn của Ai Cập thời tiền sử). Con dao này đã được Georges Aaron Bénédite mua lại vào năm 1914 tại Cairo cho Viện bảo tàng Louvre, hiện được trưng bày ở phòng số 633 (cánh Sully). Dao Gebel el-Arak được biết đến với những nét chạm trổ trên cán dao, cho thấy độ tinh xảo của nền nghệ thuật Cận Đông thời tiền sử.
Vào thời điểm mua, người bán cho biết đã tìm thấy dao tại địa điểm Gebel el-Arak, nhưng ngày nay người ta tin rằng nó đến từ Abydos.

## Mua lại
Con dao Gebel el-Arak đã được nhà bác ngữ học và nhà Ai Cập học Georges Aaron Bénédite mua lại cho bảo tàng Louvre vào tháng 2 năm 1914 từ đại lý đồ cổ tư nhân của M. Nahman tại thủ đô Cairo, Ai Cập. Bénédite ngay lập tức nhận ra tình trạng bảo tồn cực tốt cũng như niên đại cổ xưa của con dao. Vào ngày 16 tháng 3 năm 1914, Bénédite đã viết thư cho Charles Boreux, là người đứng đầu Ban Cổ vật Ai Cập tại Louvre vào thời điểm đó, về món cổ vật này:
[...] Một con dao cổ xưa bằng đá lửa với cán cầm bằng ngà mang vẻ đẹp tuyệt vời nhất. Đây là một kiệt tác điêu khắc của thời tiền sử [...] được thực hiện với sự tinh tế và sang trọng. Cách trang trí cực kỳ chi tiết [...] và những gì được thể hiện ở đây thậm chí còn vượt xa giá trị nghệ thuật của món cổ vật. [...].
Vào thời điểm diễn ra cuộc mua bán, lưỡi và cán dao được tách rời nhau, vì người bán không nhận ra rằng chúng khớp với nhau. Boreux sau đó đề xuất việc phục hồi lại con dao, và lưỡi dao và cán dao đã được nối với nhau. Công việc này được thực hiện vào tháng 3 năm 1933 bởi Léon André. Lần phục hồi gần đây nhất của dao Gebel el-Arak được thực hiện vào năm 1997 bởi Agnès Cascio và Juliette Lévy.